# چه ژیهونگ
چه ژیهونگ (انگلیسی: Che Zhihong؛ زادهٔ ۱۶ ژانویهٔ ۱۹۷۵) بازیکن زن هندبال اهل چین بود. وی در بازی‌های المپیک تابستانی ۱۹۹۶ شرکت کرده‌است.